# Хафвеј (Мисури)
Хафвеј (енгл. Halfway) град је у америчкој савезној држави Мисури.

## Демографија
По попису из 2010. године број становника је 173, што је 3 (-1,7%) становника мање него 2000. године.
| Група             | 2000.       | 2010.       |
| Белци             | 169 (96,0%) | 159 (91,9%) |
| Афроамериканци    | 0 (0,0%)    | 0 (0,0%)    |
| Азијати           | 0 (0,0%)    | 0 (0,0%)    |
| Хиспаноамериканци | 1 (0,6%)    | 6 (3,5%)    |
| Укупно            | 176         | 173         |